# Cyclocross-Weltmeisterschaften 1962
Die Cyclocross-Weltmeisterschaften 1962 wurden am 18. Februar im luxemburgischen Esch an der Alzette ausgetragen. Es gab ein Rennen in der offenen Kategorie, also für Profis und Amateure gleichermaßen. Der Parcours lag im Stadtpark hinter dem Bahnhof sowie dem angrenzenden Gaalgebierg.

## Ergebnisse
| Platz | Land       | Sportler         |
| ----- | ---------- | ---------------- |
| 1     | Italien    | Renato Longo     |
| 2     | Frankreich | Maurice Gandolfo |
| 3     | Frankreich | André Dufraisse  |